# آیزیگهوفن
آیزیگهوفن (به آلمانی: Eisighofen) یک شهر در آلمان است که در Verbandsgemeinde Katzenelnbogen واقع شده‌است. آیزیگهوفن ۲۷۰ نفر جمعیت دارد.